# Fortezza Orsini
La Fortezza Orsini est l'édifice fortifié qui domine la ville de Sorano, en province de Grosseto.

## Histoire
Commencée au  XVe siècle par les Orsini qui dominent alors la région, l'édifice a été agrandi au cours des siècles suivants sur la précédente Rocca Aldobrandesca. Le blason des Orsini domine encore la porte qui introduit le corps principal, au-delà du pont d'accès.
L'imposante structure a réussi à résister, indemne, à tous les sièges menés par les Orvietos (XIVe siècle), par la république de Sienne (1416-17 et 1454-1455) et par les troupes de les États pontificaux qui, à différentes époques, tentèrent à plusieurs reprises la conquête de Sorano pour l'annexer à leur territoire.
Au cours du XVIe siècle, une série de travaux furent réalisés qui agrandirent le complexe et le rendirent encore plus puissant. Cependant, la chute politique ultérieure du comté d'Orsini et l'annexion conséquente de tous ses territoires au grand-duché de Toscane ont conduit à la transformation de la forteresse en garnison militaire de la maison de Médicis, jusqu'à sa cession dans la première moitié du XVIIIe siècle.
Au cours des siècles suivants, le complexe connut une longue période de déclin qui compromet certaines parties de la structure ; heureusement, une série d'interventions de restauration réalisées entre la fin du XXe siècle et le début du nouveau millénaire ont permis de redonner à la forteresse son ancienne splendeur.

## Description
Elle est composée d'un corps central, d'une tour cylindrique, de deux cours intérieures et de trois forts séparés les uns des autres : celui de Castelvecchio, de Castellaccio et de Rocchetta.

## Galerie

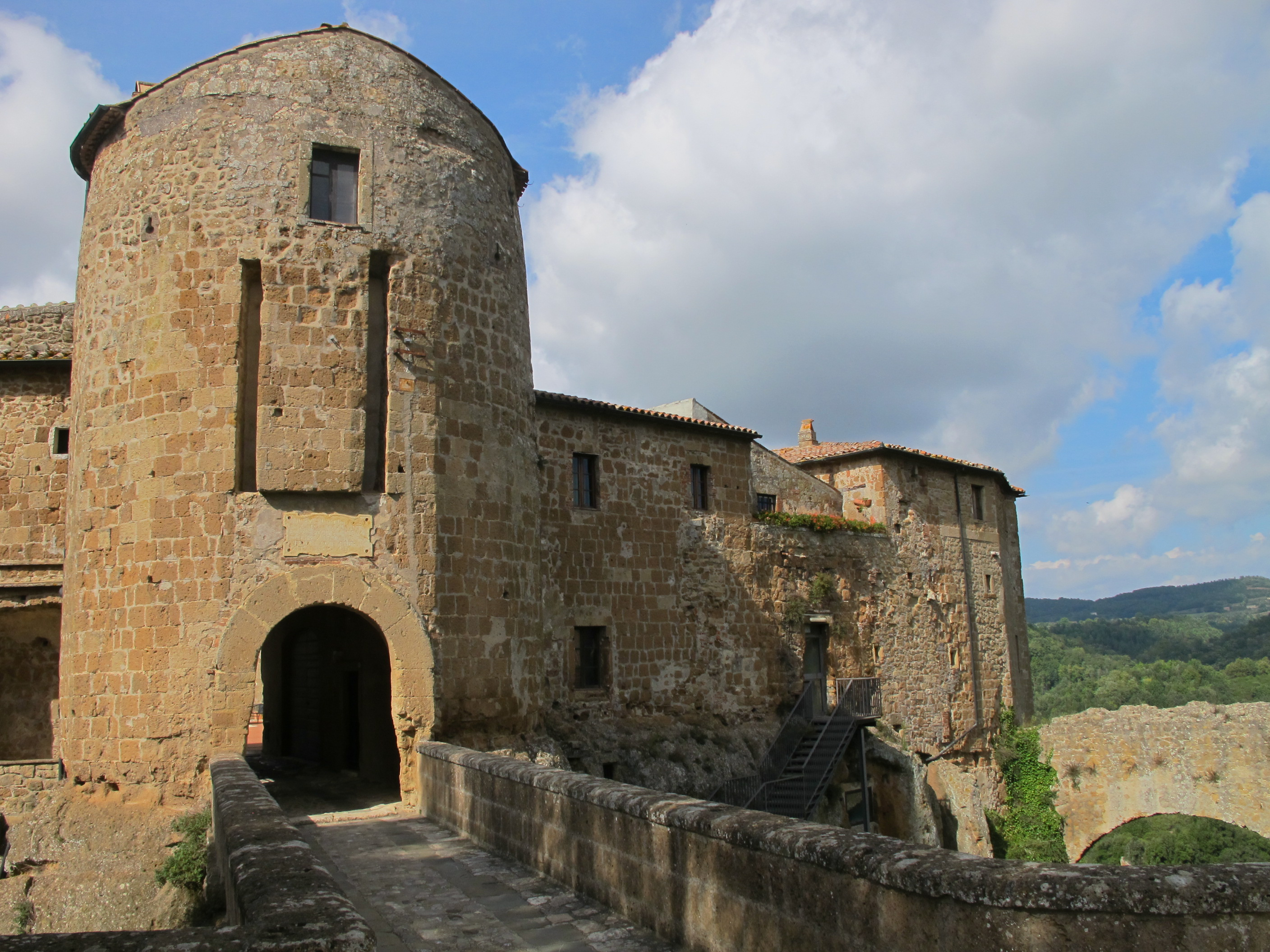
L'entrée.
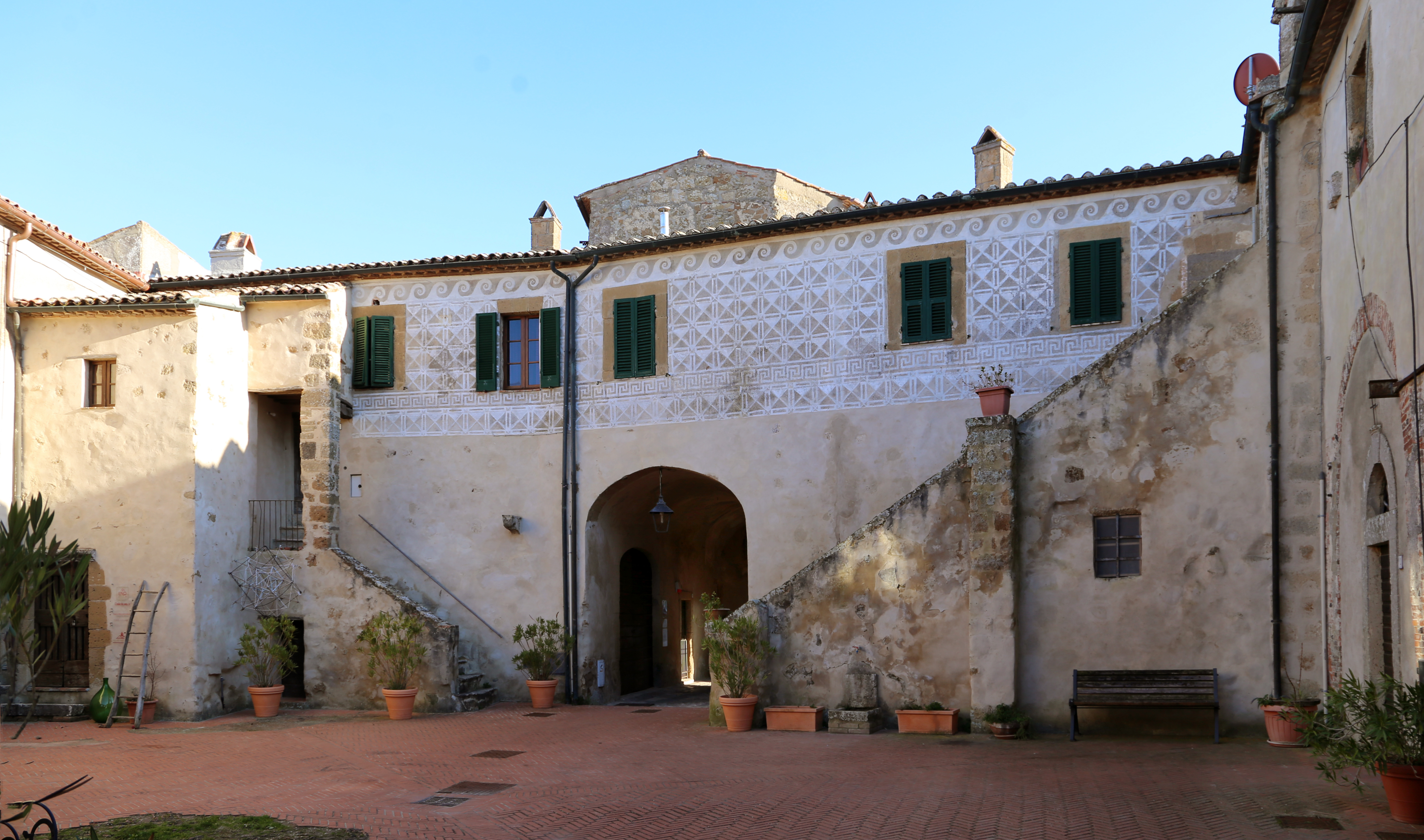
La cour intérieure.